# Ahmad Bābā
Ahmad Bābā, mit vollem Namen Abū l-ʿAbbās Ahmad ibn Ahmad al-Massūfī at-Tinbuktī (arabisch ابو اعباس احمد بن احمد بابا المسوفي التنبكتي, DMG Abū l-ʿAbbās Aḥmad ibn Aḥmad al-Massūfī at-Tinbuktī; * 26. Oktober 1556 in Araouane; † 22. April 1627 in Timbuktu) war ein islamischer Rechtsgelehrter der malikitischen Lehrrichtung, der in Timbuktu und Marrakesch wirkte.
Ahmad Bābā stammte aus einer angesehenen Gelehrtenfamilie, die schon über mehrere Generationen die Qādīs und Imame in Timbuktu stellte. Als das Songhaireich 1591 von den Truppen Ahmad al-Mansurs erobert wurde, weigerte er sich, die politische Autorität des neuen Herrschers anzuerkennen. Zwei Jahre später wurde er unter dem Vorwurf, einen Aufstand gegen den marokkanischen Sultan vorbereitet zu haben, gefangen genommen und in Ketten nach Marrakesch überführt. Zwar erlangte er dort seine Freiheit wieder, doch durfte er die marokkanische Hauptstadt nicht verlassen. Er begann daraufhin, Fiqh und Hadith zu lehren und Fatwas zu erteilen. Bald galt er als einer der bedeutendsten Gelehrten des ganzen Maghreb. Als nach dem Tod Ahmad al-Mansūr die Residenzpflicht für ihn aufgehoben wurde, ging Ahmad Bābā auf Pilgerfahrt nach Mekka und kehrte anschließend nach Timbuktu zurück.
Ahmad Bābā verfasste ca. 50 Werke über malikitisches Recht, arabische Grammatik und andere Themen. Sein Hauptwerk war ein Supplement zu dem bio-bibliographischen Lexikon malikitischer Rechtsgelehrter von Ibn Farhūn (gest. 1397) mit dem Titel „Das vergoldete Seidenbrokat über die großen Gelehrten des Madhhab“ (ad-Dībāǧ al-muḏahhab fī maʿrifat aʿyān ʿulamāʾ al-maḏhab). Diesem Supplement, den er im Jahre 1596 in Marrakesch abschloss, gab er den Titel „Erreichung der Freude in der Ausschmückung des Seidenbrokats“ (Nail al-ibtihāǧ bi-taṭrīz ad-Dībāǧ). Das Werk, das auch Biographien von einigen marokkanischen Heiligen (auliyāʾ) enthält, stellt eine der wichtigsten Quellen zum intellektuellen und religiösen Leben des Maghreb im 15. Jahrhundert dar.
Der Merkurkrater Ahmad Baba und das Ahmed-Baba-Institut in Timbuktu sind nach ihm benannt.